# Jean Résal

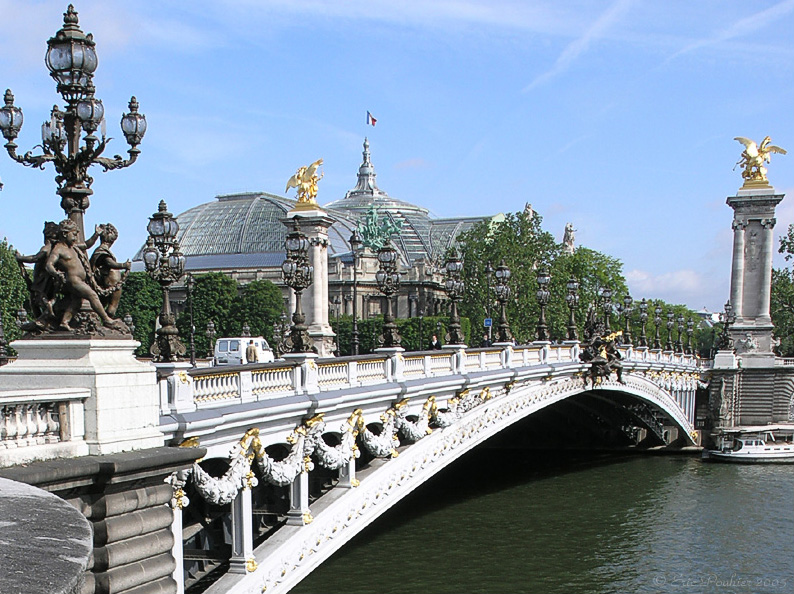
Pont Alexandre III

Louis Jean Victor Aimé Résal, född 22 oktober 1854 i Besançon, död 14 november 1919 i Paris, var en fransk brobyggnadsingenjör; son till Aimé-Henry Résal. 
Résal erhöll sin tekniska utbildning vid École polytechnique och École nationale des ponts et chaussées i Paris, blev professor i brobyggnadslära vid sistnämnda läroanstalt 1893 och 1895 professor där i tillämpad mekanik, varjämte han från 1896 var chef för direktionen över sjöfarten på Seine inom Paris. Bland hans mest bekanta konstruktioner är den till världsutställningen i Paris 1900 färdiga bron Pont Alexandre III.